# Barthélémy Fergant
Barthélémy Fergant est le premier maire attesté de Rouen à la fin du XIIe siècle.

## Biographie
Il est connu comme maire par la liste des maires de Rouen réalisée par François Farin. Celui-ci lui reconnaît toutefois un prédécesseur en 1040 sous le nom d'Oduin.
Barthélémy Fergant est attesté comme maire en 1177 par le cartulaire de la cathédrale Notre-Dame de Rouen. Il joue un rôle important et son nom figure dans plusieurs chartes aux côtés du chancelier et du justicier du roi. Il apparaît également en 1180 suivant les rôles de l'Échiquier de Normandie.

### Sources
- Adolphe Chéruel, Histoire de Rouen pendant l'époque communale, 1150-1382, volume 1, Rouen, N. Periaux, 1843-1844.
- François Farin, Histoire de la ville de Rouen, volume 1, Rouen, Louis du Souillet, 1731, p. 101-117.